# 15857 Touji
15857 Touji este un asteroid din centura principală de asteroizi.

## Descriere
15857 Touji este un asteroid din centura principală de asteroizi. A fost descoperit pe 10 martie 1996 la Kitami de Kin Endate și Kazuro Watanabe. Asteroidul prezintă o orbită caracterizată de o semiaxă mare de 2,27 ua, o excentricitate de 0,12 și o înclinație de 2,6° în raport cu ecliptica.